# Az éj szeme
Az éj szeme a Nevergreen gothic-doom metal együttes második nagylemeze. A Polygram Records gondozásában jelent meg 1996-ban. 2011-ben a Hammer Music újra kiadta az Imperium Box második lemezeként 11 bónusz számmal (a teljes lemez szerbül).
A 6. szám (A Forradalom Nemzedéke) T. Rex : "Children Of The Revolution" földolgozása.

## Számlista
| Az éj szeme 1996 Polygram | Az éj szeme 1996 Polygram | Az éj szeme 1996 Polygram | Az éj szeme 1996 Polygram | Az éj szeme 1996 Polygram | Az éj szeme 1996 Polygram | Az éj szeme 1996 Polygram | Az éj szeme 1996 Polygram | Az éj szeme 1996 Polygram | Az éj szeme 1996 Polygram |
|                           | Cím                       | Hossz                     |                           |                           |                           |                           |                           |                           |                           |
| ------------------------- | ------------------------- | ------------------------- | ------------------------- | ------------------------- | ------------------------- | ------------------------- | ------------------------- | ------------------------- | ------------------------- |
| 1.                        | Gótikus erotika           | 3:41                      |                           |                           |                           |                           |                           |                           |                           |
| 2.                        | Furor Christiani          | 3:15                      |                           |                           |                           |                           |                           |                           |                           |
| 3.                        | A harang értünk szól      | 4:34                      |                           |                           |                           |                           |                           |                           |                           |
| 4.                        | Idegen vér                | 2:40                      |                           |                           |                           |                           |                           |                           |                           |
| 5.                        | Izzás                     | 4:40                      |                           |                           |                           |                           |                           |                           |                           |
| 6.                        | A forradalom nemzedéke    | 2:57                      |                           |                           |                           |                           |                           |                           |                           |
| 7.                        | Danse Macabre             | 2:37                      |                           |                           |                           |                           |                           |                           |                           |
| 8.                        | Gloria                    | 4:44                      |                           |                           |                           |                           |                           |                           |                           |
| 9.                        | Renegát                   | 4:12                      |                           |                           |                           |                           |                           |                           |                           |
| 10.                       | A félhomály               | 3:48                      |                           |                           |                           |                           |                           |                           |                           |
| 11.                       | Sötét tenger              | 6:04                      |                           |                           |                           |                           |                           |                           |                           |
| 43:07                     |                           |                           |                           |                           |                           |                           |                           |                           |                           |

2011-es Imperium box második cdje (HR)
Bónusz a teljes lemez szerbül

## Közreműködők
- Bob Macura – ének, basszusgitár
- Matláry Miklós – billentyűk
- Dula Sándor – gitár
- Sipos Balázs – dob